# شهرستان دویل (نبراسکا)
شهرستان دویل، نبراسکا (به انگلیسی: Deuel County, Nebraska) یک سکونتگاه مسکونی در ایالات متحده آمریکا است که در نبراسکا واقع شده‌است.

## خصوصیات
شهرستان دویل ۱٬۱۴۲٫۱۹ کیلومترمربع مساحت دارد.